# Fanol Perdedaj
Fanol Perdedaj (Gjakovë, 16 juli 1991) is een Duits-Kosovaars voetballer die doorgaans speelt als middenvelder. In juli 2024 verliet hij FC 08 Homburg. Perdedaj maakte in 2014 zijn debuut in het Kosovaars voetbalelftal.

## Clubcarrière
Perdedaj speelde in de jeugd voor TSV Lichtenberg en 1. FC Wilmersdorf, voordat hij vanaf 2002 in de jeugd van Hertha BSC ging spelen. In de zomer van 2009 trainde de middenvelder mee met het eerste elftal van coach Lucien Favre, maar tot speelminuten kwam het pas op 14 augustus 2010, toen er in de DFB-Pokal met 2-0 van SC Pfullendorf werd gewonnen. Door een blessure van Fabian Lustenberger mocht hij toen in actie komen. Zes dagen later speelde hij de eerste maal mee in de competitie. In november 2010 verlengde Perdedaj zijn contract tot medio 2014. Vanaf dat moment speelde hij steeds vaker mee met het eerste elftal, zo ook onder coach Otto Rehhagel, die hem Paradise noemde. Het seizoen 2012/13 speelde de middenvelder op huurbasis bij Lyngby BK in Denemarken.
Na zijn terugkeer was hij nog een tijdje op proef bij FC St. Pauli, maar zij besloten hem niet aan te trekken. In 2014 verkaste hij naar Energie Cottbus. Na anderhalf seizoen besloot de Kosovaarse Duitser Energie Cottbus te verlaten. Na zijn vertrek bij die club tekende Perdedaj voor twee seizoenen bij FSV Frankfurt. Van die twee seizoenen maakte hij er maar één vol, want in 2016 zette hij zijn handtekening onder een driejarige verbintenis bij 1860 München. Na een jaar liet Perdedaj 1860 weer achter zich. Hij zat een halfjaar zonder club, alvorens hij in januari 2018 speler werd van 1. FC Saarbrücken. Na een jaar verlengde hij zijn aflopende verbintenis met twee seizoenen tot medio 2021. Würzburger Kickers nam hem in juli 2021 over. Een jaar later verkaste hij naar FC 08 Homburg.

## Interlandcarrière
In januari 2014 besloot de FIFA dat de Kosovaarse nationale elftallen en clubs internationale oefenwedstrijden mogen spelen tegen alle landen die zijn aangesloten bij de FIFA. Perdedaj debuteerde voor Kosovo op 21 mei 2014 tegen Turkije (1–6 nederlaag).
| Interlands van Fanol Perdedaj voor Kosovo | Interlands van Fanol Perdedaj voor Kosovo | Interlands van Fanol Perdedaj voor Kosovo | Interlands van Fanol Perdedaj voor Kosovo | Interlands van Fanol Perdedaj voor Kosovo | Interlands van Fanol Perdedaj voor Kosovo | Interlands van Fanol Perdedaj voor Kosovo |
| №                                         | Datum                                     | Wedstrijd                                 | Uitslag                                   | Competitie                                | Goals                                     |                                           |
| Als speler bij Energie Cottbus            | Als speler bij Energie Cottbus            | Als speler bij Energie Cottbus            | Als speler bij Energie Cottbus            | Als speler bij Energie Cottbus            | Als speler bij Energie Cottbus            | Als speler bij Energie Cottbus            |
| ----------------------------------------- | ----------------------------------------- | ----------------------------------------- | ----------------------------------------- | ----------------------------------------- | ----------------------------------------- | ----------------------------------------- |
| 1                                         | 5 maart 2014                              | Kosovo – Haïti                            | 0 – 0                                     | Vriendschappelijk                         |                                           |                                           |
| 2                                         | 21 mei 2014                               | Kosovo – Turkije                          | 1 – 6                                     | Vriendschappelijk                         |                                           |                                           |
| 3                                         | 7 september 2014                          | Kosovo – Oman                             | 1 – 0                                     | Vriendschappelijk                         |                                           |                                           |
| Als speler bij FSV Frankfurt              |                                           |                                           |                                           |                                           |                                           |                                           |
| 4                                         | 10 oktober 2015                           | Kosovo – Equatoriaal-Guinea               | 2 – 0                                     | Vriendschappelijk                         |                                           |                                           |
| 5                                         | 13 november 2015                          | Kosovo – Albanië                          | 2 – 2                                     | Vriendschappelijk                         |                                           |                                           |
| 6                                         | 3 juni 2016                               | Faeröer – Kosovo                          | 0 – 2                                     | Vriendschappelijk                         |                                           |                                           |
| Als speler bij 1860 München               |                                           |                                           |                                           |                                           |                                           |                                           |
| 7                                         | 5 september 2016                          | Finland – Kosovo                          | 1 – 1                                     | WK 2018 kwalificatie                      |                                           |                                           |
| 8                                         | 6 oktober 2016                            | Kosovo – Kroatië                          | 0 – 6                                     | WK 2018 kwalificatie                      |                                           |                                           |
| 9                                         | 9 oktober 2016                            | Oekraïne – Kosovo                         | 3 – 0                                     | WK 2018 kwalificatie                      |                                           |                                           |
| 10                                        | 12 november 2016                          | Turkije – Kosovo                          | 2 – 0                                     | WK 2018 kwalificatie                      |                                           |                                           |
| 11                                        | 24 maart 2017                             | Kosovo – IJsland                          | 1 – 2                                     | WK 2018 kwalificatie                      |                                           |                                           |
| Als speler bij 1. FC Saarbrücken          |                                           |                                           |                                           |                                           |                                           |                                           |
| 12                                        | 29 mei 2018                               | Albanië – Kosovo                          | 0 – 3                                     | Vriendschappelijk                         |                                           |                                           |

Bijgewerkt op 12 juli 2024.

## Erelijst
| 2. Bundesliga | 1 | 2010/11 |